# Pachylusius incus
Genre
Espèce
Pachylusius incus, unique représentant du genre Pachylusius, est une espèce d'opilions laniatores de la famille des Gonyleptidae.

## Distribution
Cette espèce est endémique de l'État de Rio de Janeiro au Brésil. Elle se rencontre vers Itatiaia.

## Description
Le mâle holotype mesure 6,0 mm.

## Publications originales
- Mello-Leitão, 1949 : « Famílias, subfamília, espécies e gêneros novos de opiliões e notas de sinonimia. » Boletim do Museu Nacional, vol. 94, p. 1–33.